# Stanisław Podrygałło

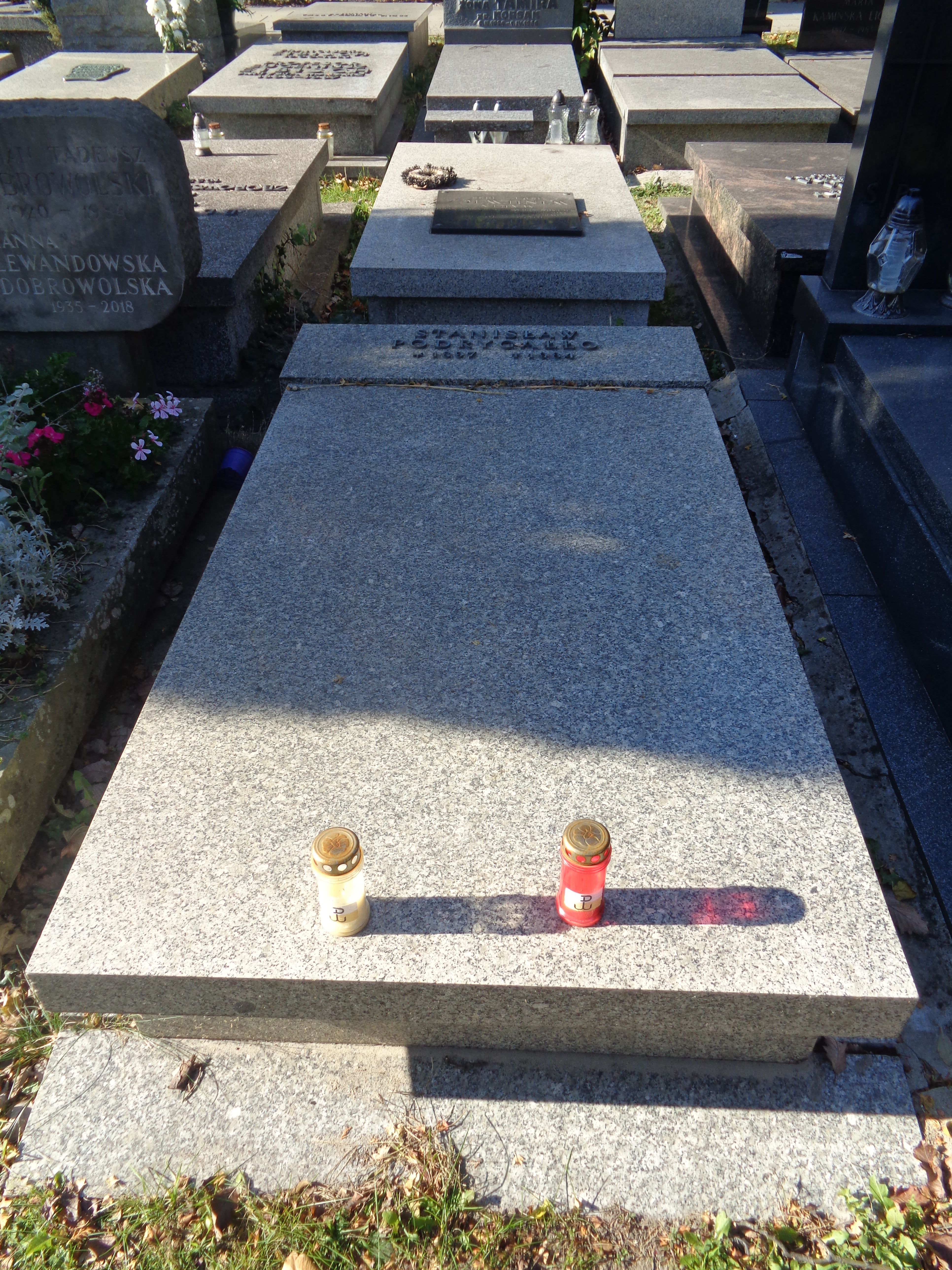
Grób Stanisława Podrygałło na Cmentarzu Wojskowym na Powązkach

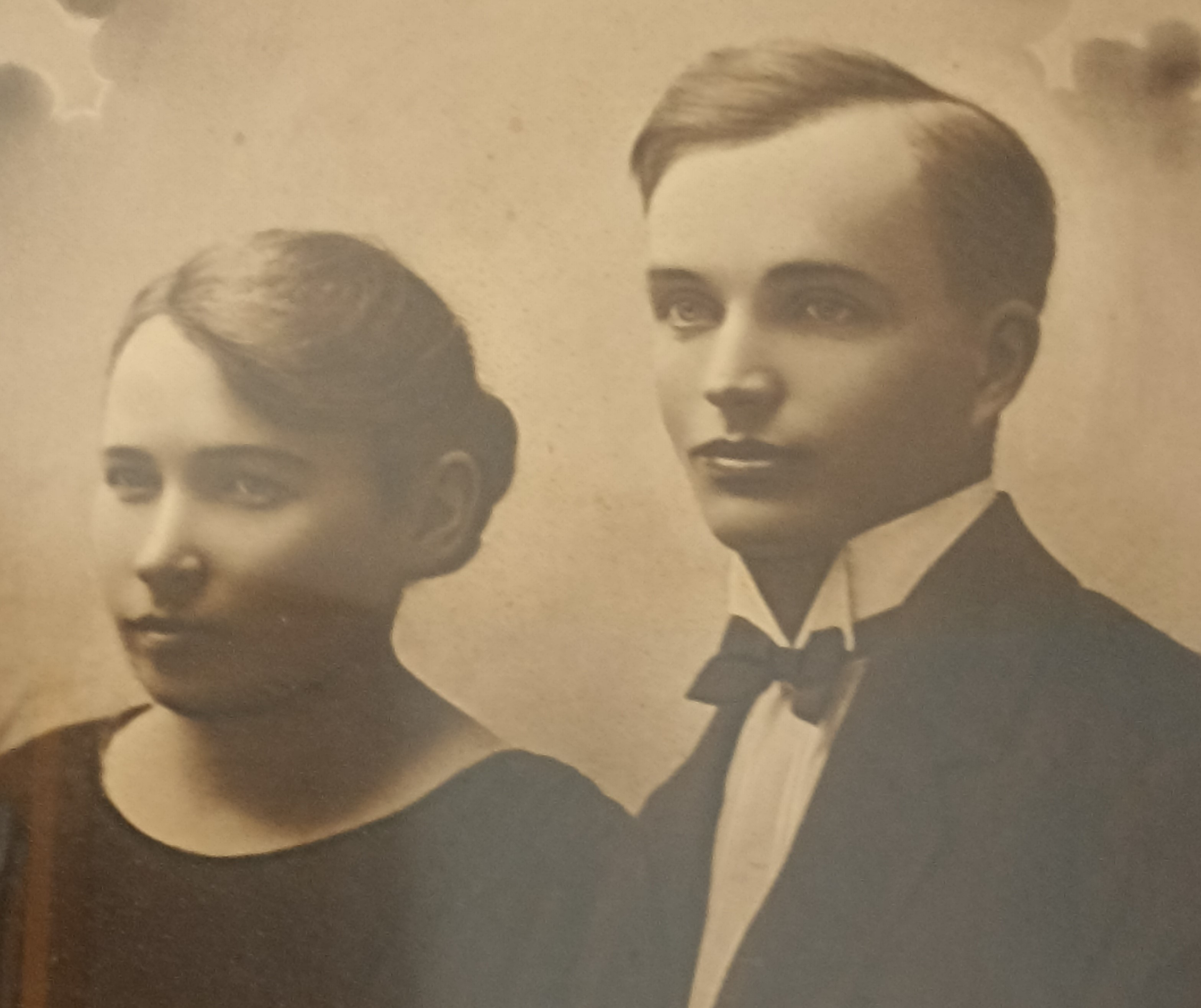
Maria i Stanisław Podrygałłowie

Stanisław Podrygałło (ur. 27 kwietnia 1897 w Kowali, zm. 5 listopada 1984 w Warszawie) – polski działacz oświatowy i ludowy. W latach 1945–1952 poseł kolejno do Krajowej Rady Narodowej i na Sejm Ustawodawczy z ramienia SL, potem ZSL.

## Życiorys
Po ukończeniu szkoły początkowej w 1909, kształcił się do 1918 prywatnie oraz w średnich szkołach w Radomiu, uzyskując wykształcenie średnie. Od 1917 działał w ruchu ludowym. Pracował jako nauczyciel w szkołach powszechnych w powiecie puławskim w latach 1919–1921 i od 1921 do 1926 w szkole powszechnej w Zwoleniu, gdzie był następnie jednym z twórców szkoły rolniczej, nauczając w niej do 1933. Został wówczas inspektorem Izby Rolniczej w Kielcach, którym był do 1935. Od stycznia 1935 do sierpnia 1939 pracował jako instruktor oświaty pozaszkolnej w Radomiu. W trakcie II wojny światowej z ramienia Delegatury Rządu na Kraj pełnił funkcję kuratora okręgu szkolnego kieleckiego w konspiracji (współpracując z Batalionami Chłopskimi). Od stycznia 1945 zasiadał w tamtejszej Wojewódzkiej Radzie Narodowej, a z jej ramienia od 29 grudnia 1945 był posłem Krajowej Rady Narodowej. W latach 1947–1952 był posłem na Sejm Ustawodawczy.
W wiejskiej prasie politycznej i oświatowej zamieścił około 800 artykułów dotyczących życia wiejskiego.
Pochowany na Cmentarzu Wojskowym na Powązkach w Warszawie (kwatera C39-4-3).

## Życie prywatne
Mąż Marii Podrygałło (zmarłej tragicznie w powstaniu warszawskim), a następnie Jadwigi Podrygałło. Był teściem Stanisława Gucwy i Kazimierza Barcikowskiego oraz szwagrem Lubomira Tomaszewskiego i (stryjecznym) Bohdana Tomaszewskiego.

## Publikacje
- Nauczyciel z urodzenia, Warszawa 1981